# Campionati mondiali juniores di biathlon 2016
I Campionati mondiali juniores di biathlon 2016 si svolgeranno dal 27 gennaio al 2 febbraio a Cheile Grădiștei, in Romania. Le gare, maschili e femminili, si articoleranno nelle due categorie "Giovani" (fino a 19 anni) e "Juniores" (fino a 21 anni).

## Risultati

### Uomini

#### Categoria "Giovani"

##### Sprint 7,5 km
| Pos. | Atleta                    | Nazione    | Tempo   | Penalità |
| ---- | ------------------------- | ---------- | ------- | -------- |
| 1    | Igor' Malinovskij         | Russia     | 20:32,9 | 1+0      |
| 2    | Endre Strømsheim          | Norvegia   | 20:59,2 | 0+0      |
| 3    | Vjačeslav Maleev          | Russia     | 21:00,3 | 1+1      |
| 4    | Aleksander Fjeld Andersen | Norvegia   | 21:17,5 | 2+1      |
| 5    | Morgan Lamure             | Francia    | 21:22,2 | 0+0      |
| 6    | Sebastian Samuelsson      | Svezia     | 21:39,3 | 1+1      |
| 7    | Jakub Štvrtecký           | Rep. Ceca  | 21:41,4 | 1+0      |
| 8    | Harald Øygard             | Norvegia   | 21:44,4 | 1+1      |
| 9    | Roman Eremin              | Kazakistan | 21:59,1 | 3+1      |
| 10   | Bogdan Cymbal             | Ucraina    | 21:59,8 | 1+1      |

29 gennaio

##### Inseguimento 10 km
| Pos. | Atleta                    | Nazione  | Tempo   | Penalità |
| ---- | ------------------------- | -------- | ------- | -------- |
| 1    | Vjačeslav Maleev          | Russia   | 30:14,0 | 0+0+1+1  |
| 2    | Igor' Malinovskij         | Russia   | 31:21,6 | 2+1+2+2  |
| 3    | Harald Øygard             | Norvegia | 31:27,4 | 1+0+0+1  |
| 4    | Aleksander Fjeld Andersen | Norvegia | 31:53,9 | 0+1+4+1  |
| 5    | Sebastian Samuelsson      | Svezia   | 31:58,1 | 0+0+1+3  |
| 6    | Morgan Lamure             | Francia  | 32:02,6 | 1+0+2+0  |
| 7    | Bogdan Cymbal             | Ucraina  | 32:27,9 | 1+0+1+1  |
| 8    | Émilien Claude            | Francia  | 32:43,2 | 1+0+1+2  |
| 9    | Endre Strømsheim          | Norvegia | 32:48,0 | 1+2+2+2  |
| 10   | Egor Tutmin               | Russia   | 32:53,7 | 0+0+1+1  |

31 gennaio

##### Individuale 12,5 km
| Pos. | Atleta                    | Nazione     | Tempo   | Penalità |
| ---- | ------------------------- | ----------- | ------- | -------- |
| 1    | Harald Øygard             | Norvegia    | 37:00,3 | 0+1+0+0  |
| 2    | Aleksander Fjeld Andersen | Norvegia    | 37:41,1 | 1+0+0+0  |
| 3    | Michael Durand            | Italia      | 38:10,3 | 0+0+0+0  |
| 4    | Vjačeslav Maleev          | Russia      | 39:17,7 | 1+2+0+2  |
| 5    | Igor' Malinovskij         | Russia      | 39:37,3 | 1+2+1+1  |
| 6    | Morgan Lamure             | Francia     | 39:47,5 | 2+0+0+0  |
| 7    | Endre Strømsheim          | Norvegia    | 39:55,1 | 0+1+0+1  |
| 8    | Aleksandr Meščerjakov     | Russia      | 40:27,0 | 2+1+0+1  |
| 9    | Kiryl Cjuryn              | Bielorussia | 40:29,4 | 0+1+1+0  |
| 10   | Sebastian Trixl           | Austria     | 40:43,3 | 1+1+1+0  |

27 gennaio

##### Staffetta 3x7,5 km
| Pos. | Nazione     | Atleti                                                   | Tempo     |
| ---- | ----------- | -------------------------------------------------------- | --------- |
| 1    | Norvegia    | Endre Strømsheim Aleksander Fjeld Andersen Harald Øygard | 59:30,6   |
| 2    | Russia      | Egor Tutmin Vjačeslav Maleev Igor' Malinovskij           | 1:00:09,7 |
| 3    | Italia      | Michael Durand Peter Tumler Daniele Cappellari           | 1:01:37,5 |
| 4    | Svizzera    | Julian Schumacher Gian-Fadri Jäger Sandro Bovisi         | 1:03:00,8 |
| 5    | Canada      | Teo Sanchez Adam Runnalls Zachari Bolduc                 | 1:03:15,3 |
| 6    | Ucraina     | Bogdan Cymbal Vladyslav Košovec' Ruslan Bryhadyr         | 1:03:27,2 |
| 7    | Finlandia   | Jaakko Olavi Ranta Aapo Erkkilä Tuomas Harjula           | 1:03:52,8 |
| 8    | Kazakistan  | Petr Ermolenko Ivan Darin Roman Eremin                   | 1:04:22,2 |
| 9    | Romania     | Raul Antonio Flore Daniel Munteanu Florin Ungureanu      | 1:04:36,1 |
| 10   | Bielorussia | Kiryl Cjuryn Roman Čepyžov Aleksej Hrebennkov            | 1:04:46,3 |

1º febbraio

#### Categoria "Juniores"

##### Sprint 10 km
| Pos. | Atleta            | Nazione     | Tempo   | Penalità |
| ---- | ----------------- | ----------- | ------- | -------- |
| 1    | Felix Leitner     | Austria     | 26:27,1 | 0+1      |
| 2    | Sean Doherty      | Stati Uniti | 26:38,6 | 1+1      |
| 3    | David Zobel       | Germania    | 27:06,4 | 0+1      |
| 4    | Émilien Jacquelin | Francia     | 27:13,8 | 0+2      |
| 5    | Isak Flo Bødal    | Norvegia    | 27:17,8 | 0+1      |
| 6    | Sindre Pettersen  | Norvegia    | 27:21,5 | 0+2      |
| 7    | Dominic Reiter    | Germania    | 27:31,2 | 1+0      |
| 8    | Dmitrij Šamaev    | Russia      | 27:37,5 | 0+0      |
| 9    | Maksim Varabej    | Bielorussia | 27:42,2 | 2+1      |
| 10   | Viktar Kryŭko     | Bielorussia | 27:44,2 | 0+2      |

30 gennaio

##### Inseguimento 12,5 km
| Pos. | Atleta                    | Nazione     | Tempo   | Penalità |
| ---- | ------------------------- | ----------- | ------- | -------- |
| 1    | Sean Doherty              | Stati Uniti | 36:01,1 | 0+1+1+0  |
| 2    | Nikita Poršnev            | Russia      | 36:30,7 | 1+0+0+0  |
| 3    | Felix Leitner             | Austria     | 36:39,9 | 0+0+2+1  |
| 4    | Maksim Varabej            | Bielorussia | 37:37,5 | 0+0+1+1  |
| 5    | Émilien Jacquelin         | Francia     | 37:51,5 | 1+1+1+1  |
| 6    | Martin Perrillat-Bottonet | Francia     | 38:07,2 | 0+0+1+2  |
| 7    | Marco Groß                | Germania    | 38:17,0 | 1+0+1+0  |
| 8    | Dmitrij Šamaev            | Russia      | 38:18,2 | 2+0+0+0  |
| 9    | Dominic Reiter            | Germania    | 38:27,7 | 0+2+1+0  |
| 10   | Viktar Kryŭko             | Bielorussia | 38:39,4 | 0+1+2+1  |

31 gennaio

##### Individuale 15 km
| Pos. | Atleta            | Nazione     | Tempo   | Penalità |
| ---- | ----------------- | ----------- | ------- | -------- |
| 1    | Felix Leitner     | Austria     | 41:55,4 | 0+1+0+0  |
| 2    | Andrea Baretto    | Italia      | 43:46,2 | 0+0+0+0  |
| 3    | Sean Doherty      | Stati Uniti | 43:56,5 | 0+0+1+1  |
| 4    | Dominic Reiter    | Germania    | 44:42,6 | 0+0+0+1  |
| 5    | Dmitrij Šamaev    | Russia      | 45:40,4 | 0+0+0+1  |
| 6    | Aleksej Ševčenko  | Russia      | 46:10,4 | 2+1+0+1  |
| 7    | Justus Strelow    | Germania    | 46:29,7 | 0+1+0+1  |
| 8    | Vitalij Truš      | Ucraina     | 46:43,8 | 0+1+0+1  |
| 9    | Émilien Jacquelin | Francia     | 46:44,5 | 0+1+1+0  |
| 10   | Maksim Varabej    | Bielorussia | 47:04,8 | 0+3+1+1  |

28 gennaio

##### Staffetta 4x7,5 km
| Pos. | Nazione     | Atleti                                                                             | Tempo     |
| ---- | ----------- | ---------------------------------------------------------------------------------- | --------- |
| 1    | Russia      | Dmitrij Šamaev Viktor Plicev Nikita Poršnev Kirill Strel'cov                       | 1:23:56,7 |
| 2    | Germania    | Marco Groß David Zobel Lars-Erik Weick Dominic Reiter                              | 1:25:56,3 |
| 3    | Rep. Ceca   | David Tolar Milan Žemlička Ondřej Hošek Jan Burian                                 | 1:27:02,5 |
| 4    | Norvegia    | Anders Sommerstad Juveli Sindre Pettersen Lars Gunnar Skjevdal Ole Andreas Flotten | 1:27:47,0 |
| 5    | Ucraina     | Vitalij Truš Maksym Ivko Nazarij Cebrins'kyj Anton Myhda                           | 1:28:12,9 |
| 6    | Francia     | Yohan Huillier Martin Perrillat-Bottonet Félix Cottet-Puinel Émilien Jacquelin     | 1:28:22,7 |
| 7    | Austria     | Felix Leitner Patrick Jakob Sebastian Trixl Michael Trieb                          | 1:28:34,5 |
| 8    | Finlandia   | Mikko Loukkaanhuhta Tero Seppälä Olli Jaakkola Teemu Huhtala                       | 1:29:57,9 |
| 9    | Polonia     | Mateusz Janik Rafał Penar Tomasz Zięba Tomasz Jakieła                              | 1:30:46,4 |
| 10   | Bielorussia | Vladislav Medjucho Ihor' Karpjuk Stanislav Macjuk Roman Malucha                    | 1:31:04,9 |

2 febbraio

### Donne

#### Categoria "Giovani"

##### Sprint 6 km
| Pos. | Atleta                   | Nazione    | Tempo   | Penalità |
| ---- | ------------------------ | ---------- | ------- | -------- |
| 1    | Karoline Erdal           | Norvegia   | 18:17,7 | 0+1      |
| 2    | Emilie Ågheim Kalkenberg | Norvegia   | 18:46,2 | 0+1      |
| 3    | Anna Kryvonos            | Ucraina    | 18:50,1 | 0+1      |
| 4    | Markéta Davidová         | Rep. Ceca  | 18:56,1 | 0+2      |
| 5    | Lou Jeanmonnot-Laurent   | Francia    | 19:07,7 | 0+1      |
| 6    | Arina Pantova            | Kazakistan | 19:09,0 | 1+0      |
| 7    | Urška Poje               | Slovenia   | 19:14,6 | 1+0      |
| 8    | Tamara Steiner           | Austria    | 19:17,8 | 0+0      |
| 9    | Myrtille Bègue           | Francia    | 19:18,8 | 1+1      |
| 10   | Valerija Vasnecova       | Russia     | 19:24,8 | 2+1      |

29 gennaio

##### Inseguimento 7,5 km
| Pos. | Atleta                 | Nazione    | Tempo   | Penalità |
| ---- | ---------------------- | ---------- | ------- | -------- |
| 1    | Arina Pantova          | Kazakistan | 27:15,2 | 1+0+0+0  |
| 2    | Anna Kryvonos          | Ucraina    | 27:18,6 | 0+0+1+2  |
| 3    | Marina Sauter          | Germania   | 28:18,1 | 0+1+0+1  |
| 4    | Polina Ševnina         | Russia     | 28:26,6 | 0+0+3+2  |
| 5    | Valerija Vasnecova     | Russia     | 28:33,4 | 0+1+2+3  |
| 6    | Sophia Schneider       | Germania   | 28:40,0 | 2+0+1+2  |
| 7    | Lou Jeanmonnot-Laurent | Francia    | 28:55,7 | 0+1+1+2  |
| 8    | Natálie Jurčová        | Rep. Ceca  | 28:57,8 | 0+0+0+0  |
| 9    | Tamara Steiner         | Austria    | 29:01,2 | 1+1+0+1  |
| 10   | Markéta Davidová       | Rep. Ceca  | 29:09,1 | 1+3+1+2  |

31 gennaio

##### Individuale 10 km
| Pos. | Atleta                 | Nazione     | Tempo   | Penalità |
| ---- | ---------------------- | ----------- | ------- | -------- |
| 1    | Marina Sauter          | Germania    | 35:14,2 | 0+1+1+0  |
| 2    | Myrtille Bègue         | Francia     | 35:16,2 | 0+1+0+1  |
| 3    | Markéta Davidová       | Rep. Ceca   | 35:26,9 | 0+1+2+0  |
| 4    | Sophia Schneider       | Germania    | 35:36,0 | 0+2+1+1  |
| 5    | Arina Pantova          | Kazakistan  | 35:43,6 | 1+0+0+2  |
| 6    | Karoline Erdal         | Norvegia    | 35:46,5 | 2+0+1+1  |
| 7    | Lou Jeanmonnot-Laurent | Francia     | 36:03,8 | 0+1+0+0  |
| 8    | Tamara Steiner         | Austria     | 36:11,1 | 0+0+1+0  |
| 9    | Dar'ja Yeropes         | Bielorussia | 36:27,2 | 1+1+1+0  |
| 10   | Valerija Vasnecova     | Russia      | 36:39,8 | 0+1+3+2  |

27 gennaio

##### Staffetta 3x6 km
| Pos. | Nazione   | Atleti                                                    | Tempo   |
| ---- | --------- | --------------------------------------------------------- | ------- |
| 1    | Russia    | Jaroslava Pervakova Valerija Vasnecova Polina Ševnina     | 55:33,8 |
| 2    | Rep. Ceca | Natálie Jurčová Markéta Davidová Tereza Vinklárková       | 55:58,4 |
| 3    | Norvegia  | Kristina Skjevdal Emilie Ågheim Kalkenberg Karoline Erdal | 56:21,9 |
| 4    | Ucraina   | Anna Kryvonos Anna Sytnyk Valerija Dmytrenko              | 57:23,1 |
| 5    | Polonia   | Kamila Cichoń Kamila Żuk Joanna Jakieła                   | 57:23,6 |
| 6    | Slovenia  | Urška Poje Tais Vozelj Nina Zadravec                      | 58:50,7 |
| 7    | Finlandia | Jenni Keränen Maija Keränen Maiju Luokkala                | 59:02,3 |
| 8    | Italia    | Eleonora Fauner Michela Carrara Nathalie Wiedenhofer      | 59:06,3 |
| 9    | Romania   | Florina Iulia Dănilă Eniko Marton Katalin Potyo           | 59:12,7 |
| 10   | Canada    | Emily Dickson Nadia Moser Megan Bankes                    | 59:25,0 |

1º febbraio

#### Categoria "Juniores"

##### Sprint 7,5 km
| Pos. | Atleta                     | Nazione     | Tempo   | Penalità |
| ---- | -------------------------- | ----------- | ------- | -------- |
| 1    | Hanna Öberg                | Svezia      | 21:18,1 | 0+0      |
| 2    | Lena Häcki                 | Svizzera    | 21:18,7 | 0+2      |
| 3    | Anna Magnusson             | Svezia      | 21:30,5 | 0+1      |
| 4    | Léna Arnaud                | Francia     | 21:46,3 | 0+0      |
| 5    | Chloé Chevalier            | Francia     | 21:54,0 | 1+1      |
| 6    | Anastasija Merkušyna       | Ucraina     | 21:54,1 | 0+1      |
| 7    | Madeleine Phaneuf          | Stati Uniti | 21:55,0 | 0+1      |
| 8    | Christin Maier             | Germania    | 21:56,3 | 0+0      |
| 9    | Ingrid Landmark Tandrevold | Norvegia    | 22:14,6 | 0+3      |
| 10   | Susanna Kurzthaler         | Austria     | 22:19,8 | 0+0      |

30 gennaio

##### Inseguimento 10 km
| Pos. | Atleta                     | Nazione     | Tempo   | Penalità |
| ---- | -------------------------- | ----------- | ------- | -------- |
| 1    | Hanna Öberg                | Svezia      | 33:16,8 | 0+0+0+0  |
| 2    | Lena Häcki                 | Svizzera    | 33:30,5 | 0+2+3+1  |
| 3    | Chloé Chevalier            | Francia     | 33:58,7 | 2+0+0+0  |
| 4    | Anna Magnusson             | Svezia      | 34:04,2 | 0+0+0+1  |
| 5    | Ingrid Landmark Tandrevold | Norvegia    | 34:31,1 | 1+0+0+1  |
| 6    | Anastasija Merkušyna       | Ucraina     | 35:01,3 | 1+0+0+0  |
| 7    | Natal'ja Uškina            | Russia      | 35:12,7 | 1+1+0+1  |
| 8    | Christin Maier             | Germania    | 35:13,9 | 1+0+1+1  |
| 9    | Madeleine Phaneuf          | Stati Uniti | 35:25,6 | 1+0+1+2  |
| 10   | Kristina Rezcova           | Russia      | 35:29,2 | 0+0+1+0  |

31 gennaio

##### Individuale 12,5 km
| Pos. | Atleta                     | Nazione     | Tempo   | Penalità |
| ---- | -------------------------- | ----------- | ------- | -------- |
| 1    | Susanna Kurzthaler         | Austria     | 39:52,7 | 0+0+0+0  |
| 2    | Anastasija Merkušyna       | Ucraina     | 40:01,3 | 0+1+0+0  |
| 3    | Julia Schwaiger            | Austria     | 40:14,1 | 0+0+0+0  |
| 4    | Léna Arnaud                | Francia     | 40:36,3 | 0+0+0+0  |
| 5    | Madeleine Phaneuf          | Stati Uniti | 40:45,8 | 0+0+1+1  |
| 6    | Ingrid Landmark Tandrevold | Norvegia    | 41:06,7 | 0+2+0+1  |
| 7    | Chloé Chevalier            | Francia     | 41:23,4 | 0+2+0+1  |
| 8    | Lena Häcki                 | Svizzera    | 41:32,7 | 1+1+1+1  |
| 9    | Kristina Rezcova           | Russia      | 41:39,3 | 0+1+0+0  |
| 10   | Hanna Öberg                | Svezia      | 41:51,9 | 1+0+1+1  |

28 gennaio

##### Staffetta 3x6 km
| Pos. | Nazione    | Atleti                                                                 | Tempo     |
| ---- | ---------- | ---------------------------------------------------------------------- | --------- |
| 1    | Norvegia   | Anne Marit Bredalen Turi Storstrøm Thoresen Ingrid Landmark Tandrevold | 55:26,3   |
| 2    | Svezia     | Anna Magnusson Sofia Myhr Hanna Öberg                                  | 55:41,9   |
| 3    | Austria    | Susanna Kurzthaler Julia Schwaiger Simone Kupfner                      | 56:21,8   |
| 4    | Germania   | Christin Maier Marina Sauter Janina Hettich                            | 56:30,1   |
| 5    | Ucraina    | Marija Kručova Anastasija Merkušyna Snižana Tisejeva                   | 56:44,7   |
| 6    | Francia    | Estelle Mougel Léna Arnaud Chloé Chevalier                             | 57:20,1   |
| 7    | Kazakistan | Arina Pantova Alina Slepenko Elizaveta Bel'čenko                       | 57:56,1   |
| 8    | Russia     | Elizaveta Kaplina Kristina Rezcova Natal'ja Uškina                     | 58:53,2   |
| 9    | Estonia    | Meril Beilmann Tuuli Tomingas Regina Oja                               | 1:00:21,3 |
| 10   | Finlandia  | Auli Kiskola Jessika Rolig Erika Jänkä                                 | 1:00:55,5 |

2 febbraio

## Medagliere per nazioni

### Categoria "Giovani"
| Pos. | Nazione    | Oro | Argento | Bronzo | Totale |
| ---- | ---------- | --- | ------- | ------ | ------ |
| 1    | Norvegia   | 3   | 3       | 2      | 8      |
| 2    | Russia     | 3   | 2       | 1      | 6      |
| 3    | Germania   | 1   | 0       | 1      | 2      |
| 4    | Kazakistan | 1   | 0       | 0      | 1      |
| 5    | Rep. Ceca  | 0   | 1       | 1      | 2      |
| 5    | Ucraina    | 0   | 1       | 1      | 2      |
| 7    | Francia    | 0   | 1       | 0      | 1      |
| 8    | Italia     | 0   | 0       | 2      | 2      |

### Categoria "Juniores"
| Pos. | Nazione     | Oro | Argento | Bronzo | Totale |
| ---- | ----------- | --- | ------- | ------ | ------ |
| 1    | Austria     | 3   | 0       | 3      | 6      |
| 2    | Svezia      | 2   | 1       | 1      | 4      |
| 3    | Stati Uniti | 1   | 1       | 1      | 3      |
| 4    | Russia      | 1   | 1       | 0      | 2      |
| 5    | Norvegia    | 1   | 0       | 0      | 1      |
| 6    | Svizzera    | 0   | 2       | 0      | 2      |
| 7    | Germania    | 0   | 1       | 1      | 2      |
| 8    | Italia      | 0   | 1       | 0      | 1      |
| 8    | Ucraina     | 0   | 1       | 0      | 1      |
| 10   | Francia     | 0   | 0       | 1      | 1      |
| 10   | Rep. Ceca   | 0   | 0       | 1      | 1      |